# Unterstufenlehrer
Der Unterstufenlehrer – im offiziellen Sprachgebrauch Lehrer für die unteren Klassen – war ein Lehrer, der in den Polytechnischen Oberschulen der Deutschen Demokratischen Republik in den Klassenstufen 1 bis 4 unterrichtete.

## Ausbildung
Für ein Studium an einem Institut für Lehrerbildung war der erfolgreiche Abschluss der 10. Klasse an der Polytechnischen Oberschule Voraussetzung – das Ablegen des Abiturs oder eine vorhergehende Berufsausbildung waren nicht notwendig.
Die Unterstufenlehrer wurden im Rahmen eines vierjährigen Studiums ausgebildet, das in der DDR an einer Fachschule, dem Institut für Lehrerbildung, absolviert wurde.
Institute für Lehrerbildung gab es in vielen Städten, beispielsweise in Bautzen, Berlin, Dresden, Potsdam, Eisenach, Löbau, Meiningen, Nordhausen, Nossen, Radebeul, Radibor, Rostock, Templin und Weißenfels.
Die Zahl der Fachschulstudentinnen überwog diejenige der Fachschulstudenten an den IfL sehr stark.
Der Unterricht in der Ausbildung erfolgte in Analogie zur Schulstunde in 45-Minuten-Einheiten. Unterrichtet wurde in einer 6-Tage-Woche von Montag bis Samstag. Wie an allen Fachschulen der DDR galt Anwesenheitspflicht bei den Lehrveranstaltungen. Unentschuldigtem Fehlen folgten Disziplinarstrafen.
Einmal wöchentlich behandelte eine Vorlesung von 90 Minuten Dauer Themen aus dem Bereich des Deutsch-Unterrichts.

## Ausbildungsinhalte
Jeder angehende Unterstufenlehrer erwarb im Rahmen der Ausbildung eine für die 1. bis 4. Klasse geltende Lehrberechtigung für die Fächer Deutsch und Mathematik. Neben diesen beiden Hauptfächern musste ein Drittfach gewählt werden. Dieses Drittfach war dann entweder Schulgarten, Sport, Werken, Musik oder Kunsterziehung. Bei Werken, Musik und Kunsterziehung gab es die Besonderheit, dass regulär eine Lehrberechtigung erteilt wurde, mit der bis Klasse 6 unterrichtet werden durfte, sofern die jeweilige Schule Bedarf hatte.
Zur Ausbildung gehörte auch eine obligatorische politische Schulung im Rahmen des Lehrfaches „Grundlagen des Marxismus-Leninismus“. Dieses Fach begann mit „Grundlagen der marxistisch-leninistischen Philosophie“ im ersten und endete mit „Wissenschaftlichem Kommunismus“ im dritten Studienjahr, wobei es in jedem Studienjahr Prüfungsfach war.
Im dritten Studienjahr musste eine mehrwöchige militärische GST-Ausbildung absolviert werden.
Jedem der später zu lehrenden Fächer war ein spezifisches Methodik-Fach zugeordnet. Die Methodik-Fächer erfüllten vornehmlich die Aufgabe, die „politisch-ideologischen Potenzen“ des jeweiligen Faches auszuschöpfen. Die Unterstufenlehrer sollten dazu befähigt werden, den jeweiligen fachlichen Stoff stets mit aktuell-politischen Themen zu verknüpfen.
So gehörte z. B. zum Fach Mathematik auch das Fach Mathematik-Methodik, worin geübt wurde, wie sich in Textaufgaben altersgerecht politische Inhalte vermitteln ließen, denn 80 Prozent aller Textaufgaben sollten politische Themen behandeln, um den Schülerinnen und Schülern unbewusst die marxistisch-leninistische Staatsideologie emotional zu verinnerlichen.
Das Fach Heimatkunde gehörte in der Unterstufe formal zum Deutsch-Unterricht, beinhaltete jedoch sowohl einerseits naturwissenschaftliche Anfangskenntnisse zu Flora und Fauna sowie zur Geographie der DDR, als auch andererseits Grundkenntnisse zu den gesellschaftlichen Organisationen der DDR von der Pionierorganisation bis zu den „Kampfgruppen der Arbeiterklasse“ und der NVA sowie zur Geschichte der DDR und ihrer kommunistischen Feiertage und Jubiläen.
Durch das Fach Pionierpädagogik waren Unterstufenlehrer auch zum Einsatz als hauptamtliche Pionierleiter an Schulen qualifiziert, denn das Fach behandelte die Geschichte und Symbolik der kommunistischen Kinder- und Jugendorganisationen sowie Kinder- und Jugendarbeit in Gruppen.
Im Rahmen des Studiums gelehrte Fächer:
- Marxismus-Leninismus,
- Sprachlehre,
- Kinderliteratur der DDR,
- Literatur,
- Grammatik,
- Biologie (im Sinne des zu unterrichtenden Faches Heimatkunde),
- Geographie (im Sinne des zu unterrichtenden Faches Heimatkunde),
- Mathematik,
- Methodik des Deutsch- bzw. Mathematikunterrichts,
- gewähltes Drittfach mit den drei Bereichen Theorie, Praxis und Methodik (z. B. für Kunsterziehung: Theorie der Kunst und Kunstgeschichte, Mal- und Zeichen-Unterricht sowie Methodik der Kunsterziehung),
- Grundlagen der Pädagogik,
- Sprecherziehung,
- Didaktik,
- Pionierpädagogik,
- Gesundheitserziehung,
- Sport,
- Russisch und
- Psychologie.

## Praktika
Im Rahmen des Studiums mussten auch verschiedene Praktika absolviert werden.
Fachpraktika im Drittfach wurden während der ersten drei Studienjahre absolviert. Das große Schulpraktikum begann mit dem 7. Studiensemesters und dauerte von Schuljahresbeginn bis Weihnachten. Das 8. Semester bestand aus fortgesetztem Praktikum, Prüfungsvorbereitungszeit und Abschlussprüfung.
Den Studierenden wurde eine jeweilige Schule zugeteilt, in der sie das Praktikum zu absolvieren hatten. Seitens der Schule stand den Praktikanten ein Mentor zur Seite – zumeist sehr erfahrene Klassenlehrer –, seitens der Ausbildungsstätte wurde ein Lehrerbildner als Mentor und Ansprechpartner benannt.

## Besonderheit
In die Ausbildung zum Unterstufenlehrer war die „Befähigung zur außerunterrichtlichen Tätigkeit“ integriert. Dies bedeutete, dass der ausgebildete Unterstufenlehrer auch als Erzieher im Schulhort oder als Pionierleiter an der Schule arbeiten konnte.
Unterstufenlehrer, die als Erzieher im Schulhort oder als Pionierleiter tätig waren, konnten neben ihrer Arbeit bis zu 6 Stunden wöchentlich unterrichten. Meist lehrten sie dann das Drittfach oder wurden als Vertretungslehrer eingesetzt, wenn andere Lehrerinnen und Lehrer krank oder schwanger waren.
In den ersten drei Jahren nach dem Fachschulstudium konnten die Absolventen weder Einsatz-Bereich (ob Lehrer, Hortner oder Pionierleiter) noch Einsatz-Ort ihrer Berufstätigkeit frei wählen. Sie wurden vom Bildungsministerium zugewiesen. Wer dieser Pflicht nicht nachkam, konnte die Lehrberechtigung verlieren. Praktisch fand die örtliche Zuweisung innerhalb des Heimat-Bezirkes statt.

## Historische Entwicklung
Am 24. August 1949 beschloss der Parteivorstand der SED die Schulpolitischen Richtlinien für die neue demokratische Schule. Danach sollten die Unterstufenlehrer für die Klassen 1–4 eine zweijährige Ausbildung an Instituten für Lehrerbildung (IfL) erhalten. 1955 wurde diese Ausbildung auf 3 Jahre erweitert, ab den 1970er Jahren auf vier Jahre verlängert.
Grundlage der Ausbildung war das Gesetz über das einheitliche sozialistische Bildungssystem in der DDR, das 1965 in Kraft trat.

## Nach der Revolution 1989 im Übergang zur Vereinigung Deutschlands
Der Abschluss des Unterstufenlehrers wurde nur für die neuen Bundesländer anerkannt. Unterstufenlehrer mit DDR-Abschluss wurden zudem tariflich niedriger eingestuft als Lehrer mit einem Grundschullehrer-Abschluss der alten Bundesländer. Zur Gleichstellung mussten Anpassungsseminare besucht werden.

## Begriff in der Bundesrepublik Deutschland
Im gegliederten Schulsystem (Hauptschule, Realschule, Stadtteilschule, Gymnasium) bezeichnet der Begriff „Unterstufenlehrer“ eine Lehrkraft, die in der Unterstufe, also den Klassen 5 und 6 (außer in Berlin), unterrichtet. Er ist nicht mit dem in diesem Artikel beschriebenen Ausbildungsberuf in der DDR zu verwechseln.